# Álvaro Martins Homem (neto)
Álvaro Martins Homem (Praia, ? – Praia, 1532) exerceu o cargo de quarto capitão do donatário da Praia desde 1520 até 1532, foi antecedido pelo seu pai Antão Martins Homem tendo-lhe seguido Antão Martins da Câmara. Foi fidalgo da Casa Real e administrador dos morgadios dos seus antepassados.

## Relações familiares
Foi filho de Antão Martins Homem (? – 1531), 3.º capitão donatário da vila da Praia e de sua mulher Isabel de Ornelas da Câmara. Casou na Corte de D. Manuel I de Portugal, no Paço da Ribeira, em Lisboa, a 9 de Maio de 1513, com D. Beatriz de Noronha filha de D. João Henriques, Vedor da Casa da Infanta D. Guiomar Coutinho, Duquesa da Guarda, mulher do Infante D. Fernando de Portugal, Duque da Guarda, e de sua mulher Inês de Abreu (1510 - ?), filha de João Fernandes do Arco e de sua mulher Beatriz de Abreu, de quem teve: 
1. António de Noronha, casado e pai de: 
  1. Antão Martins da Câmara
2. ... de Noronha, casada com Leonardo Vaz de Sá, filho de Vasco Anes de Sá, Descobridor dos Açores em 1480, com geração